# William Hanna
William Denba Hanna (Melrose, Novi Meksiko, 14. srpnja 1910. – Los Angeles, Kalifornija, 22. ožujka 2001.), američki producent crtanih filmova.
Isprava je studirao novinarstvo i strojarstvo. Od 1931. godine radio je kao crtač za MGM. U suradnji s Josephom Barberom stvorio je slavne epizode Tom i Jerrya. Nedugo zatim, odlaze iz MGM-a i otvaraju vlastiti studio. Producirali su mnogobrojne uspješne televizijske serije: Obitelj Kremenko, Medvjedić Yogi, Hucky i prijatelji, itd.